# Turneul celor Șase Națiuni din 2022
Turneul celor Șase Națiuni din 2022 (cunoscut sub numele de Guiness Six Nations datorită sponsorului turneului, Guinness) a fost cea de a 23-a ediție a Turneului celor Șase Națiuni, campionatul anual de rugby din emisfera nordică.
La această ediție au participat Anglia, Franța, Irlanda, Italia, Scoția și campioana en-titre Țara Galilor. Incluzând competițiile inițiale Turneul Home Nations și Turneul celor Cinci Națiuni, aceasta a fost cea de a 128-a ediție a turneului.
Franța a câștigat primul Mare Șlem din 2010 încoace, învingând în ultimul meci Anglia pe Stade de France cu 25-13.

## Echipe participante
| Țara         | Stadion               | Stadion    | Stadion     | Antrenor        | Căpitan         |
| Țara         | Stadion propriu       | Capacitate | Oraș        | Antrenor        | Căpitan         |
| ------------ | --------------------- | ---------- | ----------- | --------------- | --------------- |
| Anglia       | Stadionul Twickenham  | 82.000     | Londra      | Eddie Jones     | Owen Farrell    |
| Franța       | Stade de France       | 81.338     | Saint-Denis | Fabien Galthié  |                 |
| Irlanda      | Aviva Stadium         | 51.700     | Dublin      | Andy Farrell    | Jonathan Sexton |
| Italia       | Stadio Olimpico       | 73.261     | Roma        | Kieran Crowley  | Michele Lamaro  |
| Scoția       | Stadionul Murrayfield | 67.144     | Edinburgh   | Gregor Townsend | Stuart Hogg     |
| Țara Galilor | Millennium Stadium    | 73.931     | Cardiff     | Wayne Pivac     | Dan Biggar      |

## Clasament
| Loc                                                                  | Echipa       | Jocuri | Jocuri   | Jocuri  | Jocuri     | Puncte | Puncte    | Puncte    | Eseuri | Puncte bonus | Puncte clasament |
| Loc                                                                  | Echipa       | Jucate | Victorii | Egaluri | Înfrângeri | Pentru | Împotrivă | Diferență | Eseuri | Puncte bonus | Puncte clasament |
| -------------------------------------------------------------------- | ------------ | ------ | -------- | ------- | ---------- | ------ | --------- | --------- | ------ | ------------ | ---------------- |
| 1                                                                    | Franța       | 5      | 5        | 0       | 0          | 141    | 73        | +68       | 17     | 5            | 21               |
| 2                                                                    | Irlanda      | 5      | 4        | 0       | 1          | 168    | 63        | +105      | 24     | 5            | 21               |
| 3                                                                    | Anglia       | 5      | 2        | 0       | 3          | 101    | 96        | +5        | 8      | 2            | 10               |
| 4                                                                    | Scoția       | 5      | 2        | 0       | 3          | 92     | 121       | -29       | 11     | 1            | 10               |
| 5                                                                    | Țara Galilor | 5      | 1        | 0       | 4          | 76     | 104       | -28       | 8      | 3            | 7                |
| 6                                                                    | Italia       | 5      | 1        | 0       | 4          | 60     | 181       | -121      | 5      | 0            | 4                |
| Sursa: Clasament Turneul celor 6 Națiuni (accesat 12 februarie 2022) |              |        |          |         |            |        |           |           |        |              |                  |

## Meciuri

### Etapa 1
| 5 februarie 2022 | Irlanda | 29 - 7  | Țara Galilor | Aviva Stadium, Dublin            |
| 5 februarie 2022 | Scoția  | 20 – 17 | Anglia       | Stadionul Murrayfield, Edinburgh |
| 6 februarie 2022 | Franța  | 37 – 10 | Italia       | Stade de France, Paris           |

### Etapa a 2-a
| 12 februarie 2022 | Țara Galilor | 20 – 17 | Scoția  | Millennium Stadium, Cardiff |
| 12 februarie 2022 | Franța       | 30 – 24 | Irlanda | Stade de France, Paris      |
| 13 februarie 2022 | Italia       | 0 – 33  | Anglia  | Stadio Olimpico, Roma       |

### Etapa a 3-a
| 26 februarie 2022 | Scoția  | 17 – 36 | Franța       | Stadionul Murrayfield, Edinburgh |
| 26 februarie 2022 | Anglia  | 23 – 19 | Țara Galilor | Stadionul Twickenham, Londra     |
| 27 februarie 2022 | Irlanda | 57 – 6  | Italia       | Aviva Stadium, Dublin            |

### Etapa a 4-a
| 11 martie 2022 | Țara Galilor | 9 – 13  | Franța  | Millennium Stadium, Cardiff  |
| 12 martie 2022 | Italia       | 22 – 33 | Scoția  | Stadio Olimpico, Roma        |
| 12 martie 2022 | Anglia       | 15 – 32 | Irlanda | Stadionul Twickenham, Londra |

### Etapa a 5-a
| 19 martie 2022 | Țara Galilor | 21 - 22 | Italia | Millennium Stadium, Cardiff |
| 19 martie 2022 | Irlanda      | 26 – 5  | Scoția | Aviva Stadium, Dublin       |
| 19 martie 2022 | Franța       | 25 – 13 | Anglia | Stade de France, Paris      |